# Gangs of London
Gangs of London es un videojuego desarrollado por Team Soho y publicado por Sony Computer Entertainment para PlayStation Portable en septiembre de 2006. Es un juego de acción de bandas donde el jugador se meterá en la piel de una banda londinense. Cuenta con la aparición del cantante asturiano Melendi en una de las misiones.

## Bandas

### Morris Kane y Compañía
Morris Kane y Compañía son un grupo duro y muy respetado de brutales delincuentes "cockneys", dirigidos por un aciano gánster de la vieja escuela. Su territorio se encuentra en la esquina sureste de Londres. Como armas usan un bates de béisbol un revólveres y escopetas.

### EC2 Crew
EC2 Crew empezó con un pequeño territorio en el área con el código postal EC2 y no han parado de expandirlo desde entonces. Su jefe se llama Mason Grant, un Londiense sin escrúpulos. Usan como armas mágnums, Uzis y mazos.

### Hermanos Talwar
Los Hermanos Talwar (Espada) son un grupo joven, seguro de sí mismo y peligroso, cuyos miembros están orgullosos de su herencia.
Creen que ya es hora de que una nueva generación domien el hampa londiense. Su jefe se llama Asif Rashid y tiene buena parte de territorio en Londres. 
Desde que los hermanos Talwar se trasladaron a la zona que hay al norte de Oxford Street se han convertido en una fuerza dominante.
Van armados con pistolas, M16 y palancas.

### La Organización de Zakharov
Para muchos, la organización de Zakharov es una eficiente naviera rusa. Sin embargo, no es más que una tapadera para una de las bandas más despiadadas que actúan en Londres hoy en día. El nombre de la banda viene de su líder, un ruso violento que no siente pena para dar orden de dar una paliza a alguien. El territorio de la Organización de Zakharov ha estado levantando negocios y llevando tinglados por Westminster y Lambeth durante años. Se arman con una escopetas antidisturbios SPAS-12, subfusiles y palancas.

### La Tríada Del Dragón De Agua
El Dragón De Agua es una de las tríadas más poderosas del Reino Unido, que aterroriza a los miembros de la comunidad china y a gran parte del hampa. Suelen llevar machetes de cocina para cortar a los enemigos. Su jefe se llama Yang y es un chino que le gusta ver sangre empapada en sus manos. Una de las zonas más ricas de Londres, que incluye Mayfair y Hyde Park, está en manos de la Tríada del Dragón de Agua. Utilizan machetes, pistolas y AK-47.

### Bandas no jugables
Además de las cinco bandas con las que se puede jugar, aparecen otras:
- The Andy Steele Associates.
- The North London Albanian Mob.
- The Kanesaka Yakuza family.
- Mr. Rhaman's Organization.
- Globe Road Gang.
- The Pozzi Camorra.

## Recepción
El juego recibió críticas "mixtas" según el videojuego.